# 12359 Cajigal
Cajigal (asteróide 12359) é um asteróide da cintura principal, a 2,6828106 UA. Possui uma excentricidade de 0,1602051 e um período orbital de 2 085,54 dias (5,71 anos).
Cajigal tem uma velocidade orbital média de 16,66419558 km/s e uma inclinação de 0,9394º.
Este asteróide foi descoberto em 22 de Setembro de 1993 por Orlando Naranjo.